# Johann Lukas von Hildebrandt
Johann Lukas von Hildebrandt, avstrijski arhitekt, * 1668, Genova, Italija, † 1745, Dunaj, Avstrija.
Johann Lukas von Hildebrandt je bil avstrijski baročni arhitekt in vojaški inženir, ki je načrtoval veličastne stavbe in cerkve in čigar delo je močno vplivalo na arhitekturo habsburškega cesarstva v 18. stoletju. Po študiju v Rimu pri Carlu Fontani je gradil trdnjave za princa Evgena Savojskega med njegovimi italijanskimi pohodi in tako postal njegov najljubši arhitekt. Leta 1700 je postal dvorni inženir na Dunaju, leta 1711 pa imenovan za vodjo dvornega gradbenega oddelka. Leta 1723 je postal dvorni arhitekt. Njegove načrte za palače, posestva, vrtove, cerkve, kapele in vile so na široko posnemali, njegova arhitekturna načela pa so se razširila po srednji in jugovzhodni Evropi. Med njegovimi pomembnejšimi deli so Palača Schwarzenberg, Cerkev sv. Petra in Belvedere na Dunaju, Savojski grad v Ráckeveju, Schönbornova palača v Göllersdorfu in Schloss Hof.

## Življenjepis
Johann Lukas von Hildebrandt se je rodil 14. novembra 1668 v Genovi (Italija).
Hildebrandt je bil sin matere Italijanke in očeta Nemca. Študiral je pri Carlu Fontani v Rimu, civilno in vojaško inženirstvo pa je študiral pri princu Evgenu Savojskem prav tako v Rimu ter vojaško inženirstvo v Piemontu. Hildebrandt je postal najljubši arhitekt princa Evgena.
Leta 1696 se je nato uveljavil v avstrijski prestolnici Dunaj, kjer je delal za plemiške družine, kot so Daunovi, Harrachovi, Schönborni in Starhembergi, pa tudi za samega princa Evgena.
Leta 1700 je Hildebrandt postal hofburški dvorni inženir, leta 1711 vodja dvornega oddelka gradenj, leta 1723 pa dvorni arhitekt v Hofburgu. V Hofburgu pa se Hildebrandt ni mogel uveljaviti proti rivalstvu obeh Fischer von Erlachsov (oče Johann Bernhard in sin Joseph Emanuel) in je delal predvsem za aristokrate. Za razliko od monumentalnih del Johanna Bernharda Fischerja von Erlacha se Hildebrandtova dela zdijo bolj predana na osebni ravni in vključujejo več dekorativnih elementov. To je pomagalo, da se je njegova priljubljenost razširila na srednji razred. Hildebrandt je združil italijanske in francoske prvine ter oblikoval razvoj baročnega sloga v južni Nemčiji in Avstriji.
Hildebrandt je sodeloval tudi pri številnih velikih projektih, ki so jih razvili drugi arhitekti (npr. Würzburg, opatija Göttweig, Pommersfelden, Palača Schwarzenberg).
Od leta 1713 do 1716 je bil zaposlen pri bogati in močni avstrijski družini Kinsky, ki je na Dunaju zgradila svojo rezidenco Palačo Kinsky. Od leta 1723 dalje je bil generalni inšpektor cesarskih stavb. Njegovi dve najbolj znani deli, Zgornji Belvedere (1721–1722) in Spodnji Belvedere (1714–1716), je obe naročil princ Evgen Savojski.
Hildebrandt je delal tudi na Bavarskem na gradu Pommersfelden, znanem kot dvorec Weißenstein.
Na Dunaju je zgradil številne mestne palače (npr. Daun-Kinsky, 1716), velikega pomena so tudi njegovi sakralni objekti (cerkev sv. Petra in Maria Treu Piaristencherch na Dunaju, tevtonska cerkev v Linzu ali dominikanska cerkev v Gabelu na Češkem).
Johann Lukas von Hildebrandt je umrl 16. novembra 1745 na Dunaju.

## Izbrana dela
- Mestna opalača princa Evgena, Dunaj, Avstrija, 1695–98
- Sankt Laurentius, Jablonné v Podještedí, Češka, 1699
- Kapela Loreto, Rumburk, Češka, 1704-1709
- Palača Starhemberg-Schönburg, Dunaj, Avstrija, 1705–06
- Palača Auerspergov, Dunaj, Avstrija, 1706–10
- Spodnji Belvedere, Dunaj, Avstrija, 1714–16
- Piaristična cerkev Marije Treu, Dunaj, Avstrija, 1716
- Schönbornova palača, Göllersdorf, Avstrija, 1712–17
- Tajna dvorna kancelarija (Bundeskanzleramt), Dunaj, Avstrija, 1717–19
- Cesarska kripta, Dunaj, Avstrija, 1710–20
- Savojski grad, Ráckeve, Madžarska, 1702–22
- Palača Schwarzenberg, Dunaj, Avstrija, 1697–1723
- Zgornji Belvedere, Dunaj, Avstrija, 1721–23
- Cerkev svetega križa Nemškega reda (semeniška cerkev), Linz, Avstrija, 1718–25
- Palača Kinsky, Dunaj, Avstrija, 1713–26
- Grad Hof, Schloßhof, Avstrija, 1729
- Hofburg, Krilo kanclerja Reicha, Dunaj, Avstrija, 1723–30
- Cerkev sv. Petra, Dunaj, Avstrija, 1702–33
- Palača Harrach, paviljon in Januariuskapelle, Dunaj, Avstrija, 1727–35
- Župnijska cerkev, Göllersdorf, Austria, 1740–41
- Würzburška rezidenca, Würzburg, Nemčija, 1720–44
- Haus zum Goldenen Adler, Vroclav, Poljska, 1750[8]

## Galerija
- Palača Schönburg-Rainergasse
- Palača Auersperg
- Spodnji Belvedere
- Piaristična cerkev
- Tajna dvorna kancelarija
- Savojski grad
- Cesarska kripta
- Palača Schwarzenberg
- Zgornji Belvedere
- Cerkev svetega križa Nemškega reda, Linz
- Palača Kinsky
- Grad Hof
- Hofburg, Krilo kanclerja Reicha
- Cerkev sv. Petra
- Palača Harrach
- Palača Bartolotti-Partenfeld, Dunaj
- Župnijska cerkev Lichtental